# UDIK
Die UDIK (bosnisch: Udruženje za društvena istraživanja i komunikacije), deutsch: Vereinigung für gesellschaftliche Forschung und Kommunikation, ist eine bosnische und regionale Nichtregierungsorganisation für Menschenrechte und humanitäres Völkerrecht, die im Jahr 2013 in Verbindung mit den Streitkonflikten im ehemaligen Jugoslawien gegründet wurde. Die UDIK hat ihre Kanzleien in Sarajevo und in Brčko.
Der Gründer und Koordinator der UDIK ist Edvin Kanka Ćudić.

## Tätigkeiten im Bereich des Menschenrechtsschutzes
Das Ziel der UDIK ist es, Tatsachen, Dokumente und Angaben über den Genozid, die Kriegsverbrechen und die Menschenrechtsbrüche in Bosnien und Herzegowina und im ehemaligen Jugoslawien zu sammeln. Die UDIK wirkt auch außerhalb der nationalen Grenzen, indem sie die Postkonfliktgesellschaften in der Region unterstützt und versucht, die ehemaligen Menschenrechtsbrüche zu lösen. Die UDIK begleitet auch das Programm der transitionellen Gerechtigkeit, das auf die Opfer gerichtet ist, mit drei Hauptkomponenten:
- Dokumentieren
- Gerechtigkeit und institutionelle Reform
- Erinnerungskultur